# Miklós Csemiczky
Miklós Csemiczky (* 16. März 1954 in Budapest) ist ein ungarischer Komponist und Musikpädagoge.
Csemiczky studierte von 1973 bis 1977 Komposition bei Miklós Kocsár an der Béla-Bartók-Musikschule und danach bei 1982 an der Franz-Liszt-Musikakademie bei Rezső Sugár und Emil Petrovics mit Abschluss als Musikpädagoge und Komponist. Er unterrichtete dann Musiktheorie und Solfeggio am Konservatorium sowie Musiktheorie, Kontrapunkt und Instrumentalkunde an der Béla-Bartók-Musikschule. 1991–92 war er Lehrer für Instrumentation und Komposition an der Franz-Liszt-Musikakademie, seit 1999 ist er Professor für Kontrapunkt und Komposition an der Universität Miskolc.
Csemiczky komponierte sowohl Chor- als auch Instrumentalwerke. Beim internationalen Komponistenwettbewerb des Frühlingsfestivals in Budapest 1982 gewann er mit einem Streichquartett den ersten Preis, im folgenden Jahr erhielt er für ein Bläserquintett beim gleichen Wettbewerb wiederum den ersten Preis. 1996 nahm er mit einem Auftragswerk am International Choral Festival of Cork teil. Viele Jahre war er in der Leitung und der Jury sowie als Gastkomponist beim Internationalen Béla-Bartók-Chorwettbewerb in Debrecen aktiv. Er wurde 1986 mit dem Ferenc-Erkel-Preis und 1996 mit dem Bartók-Pásztory-Preis ausgezeichnet.